# Parti démocrate (Turquie, 2007)
Pour les articles homonymes, voir Parti démocrate.
Ne doit pas être confondu avec Parti démocrate (Turquie).
Le Parti démocrate (en turc : Demokrat Parti) est un parti politique turc conservateur de centre droit issu du renommage en 2007 du Parti de la juste voie (DYP) fondé en 1983.

## Historique
Le 5 mai 2007, le Parti de la juste voie et le Parti de la mère patrie (en turc : Anavatan Partisi, abrégé en ANAP), tous deux issus de l'ancien Parti de la justice, proposent par la voix de leurs chefs respectifs de fusionner dans l'espoir de franchir le seuil des 10 % de suffrages nécessaires pour être représentés au Parlement. À cet effet, le Parti de la juste voie prend le nom de Parti démocrate (DP), en référence au Parti démocrate historique actif de 1946 à 1960 et conserve comme logo le classique Kır At (« cheval blanc ») sur fond de carte rouge de la Turquie.
Cependant, la fusion annoncée avec le Parti de la mère patrie échoue et ce dernier renonce à se présenter aux élections législatives de juillet 2007. De son côté, le DP essuie un nouvel échec en n'obtenant que 5,4 % des voix. Mehmet Ağar remet sa démission.
Finalement, le 31 octobre 2009, le Parti démocrate absorbe le Parti de la mère patrie, mais ce dernier reprend son indépendance le 11 septembre 2011. De 2009 à 2011, un parti dissident, le Grand Parti de la mère patrie, a été mis en place.
Le 2 mai 2018, Le Bon Parti, le Parti républicain du peuple, le Parti de la félicité et le Parti démocrate annoncent la formation d'une coalition électorale, l'Alliance de la nation, pour les législatives. Le Parti démocrate obtient un seul siège, cependant que l'Alliance de la nation est dissoute peu après.

## Résultats électoraux

### Élections législatives
| Année   | Voix           | %              | Sièges  | Rang | Gouvernement |
| ------- | -------------- | -------------- | ------- | ---- | ------------ |
| 2007    | 1 898 873      | 5,42           | 0 / 550 | 4e   | Opposition   |
| 2011    | 279 480        | 0,65           | 0 / 550 | 7e   | Opposition   |
| 06/2015 | 75 784         | 0,16           | 0 / 550 | 9e   | Opposition   |
| 11/2015 | 69 319         | 0,14           | 0 / 550 | 10e  | Opposition   |
| 2018    | Au sein du İYİ | Au sein du İYİ | 1 / 600 |      | Opposition   |
| 2023    | Au sein du CHP | Au sein du CHP | 3 / 600 |      | Opposition   |